# Ранетка
Ранетки — дрібноплідні сорти яблуні, отримані шляхом схрещування яблуні сибірської ягідної (або її гібридів) з європейськими сортами або яблунею сливолистою та її гібридами («китайками»). У багатьох ранеток переважають ознаки сибірської яблуні: вони зимостійкі, скороплідні, щорічно рясно плодоносять; їх використовують під час селекції інших сортів яблуні. Об'єднує сорти, придатні для кущової і низькоштамбової культури. Ранетки мають середню масу плоду не більше 15 грам і являють собою, як правило, перше покоління від вихідних диких видів.
Найбільшого поширення сорти ранеток отримали в сибірському краї — на Уралі, Алтаї, в Красноярську, Омську, Новосибірську і на Далекому Сході. Знайомство із сибірським сортиментом яблуні у садівників-любителів європейської частини Росії досить поверхове, хоча на сьогоднішній день зусиллями селекціонерів введено в культуру понад 100 сортів з неперевершеним рівнем зимостійкості.
За прийнятою в США класифікацією всі дрібноплідні види і сорти з діаметром плодів менше 5 см відносять до групи під назвою креби; до цієї групи відносяться всі дрібноплідні сорти ранеток. У деяких місцевостях у просторіччі ранетки називають китайками і навпаки.

## Словникове визначення
Ранет — порода невеликих яблук. Ранетове дерево.

## Вживання
Плоди вживають у свіжому вигляді і для переробки. Деякі сорти використовують для створення підщеп.
За результатами біохімічних досліджень, у плодах ранеток міститься в 6-10 разів більше біологічно активних речовин ніж у багатьох європейських сортів. Так, вміст розчинних сухих речовин доходить до 24 %, в їх складі превалюють цукри, представлені виключно цінними в дієтичному відношенні формами — фруктозою і глюкозою — до 12 %. З інших вуглеводів міститься до 1,8 % пектинових речовин, які сприяють желюванню плодового соку і використовуються в харчовій промисловості як желювальні речовити. Пектини сприяють виведенню з організму солей важких металів і радіонуклідів, є кровоспинним засобом, допомагають під час лікування виразки шлунка, мають виражені антимікробні властивості.

## Сорти
Серед сортів ранеток виділяються форми з винятковою зимостійкістю: Скалепівка, Жовта Довгоніжка, Лалетино, Гібрид Титовки, Тувінка, Багрянка (syn. : Багрянка Кащенко, Сибірська багрянка), Ніжне Забайкальське, Зорька, Томський Кружок, Ранетка Консервна, Добриня, Уважаємая, Кисилівка, Уральське Помаранчеве, Горбиста Кащенко (syn.: Горбиста Жовто-рожеве), Ранетка Пурпурова, Сварник[відсутнє в джерелі].